# 張文生
張 文生（ちょう ぶんせい）は清末民初の軍人。張勲率いる定武軍の指揮官の1人。後に安徽派に属した。字は星五。

## 事跡
清末には、長江江防営統領、徐州鎮総兵などを歴任した。1912年（民国元年）、定武軍において統領に任命され、徐州鎮守使、蘇皖豫魯四省剿匪督弁などをつとめた。
1917年（民国6年）、張勲の復辟に従った。復辟失敗後、張文生は安徽派の倪嗣沖に接近し、定武軍総統領官に任命された。1920年（民国9年）、安徽督軍に任命された。1922年（民国11年）、直隷派の馬聯甲に駆逐され、下野した。
1937年（民国26年）、死去。享年71。